# المجلس الدولي للكريكيت
المجلس الدولي للكريكيت (بالإنجليزية: International Cricket Council) ، هي منظمة رياضية دولية تهتم برياضة الكريكت ، أسست عام 1909 في المملكة المتحدة ، ونقلت إلى مدينة دبي بدولة الإمارات العربية المتحدة.

## وصلة خارجية
- الموقع الرسمي لمجلس كريكيت الدولي